# Kwak (boot)

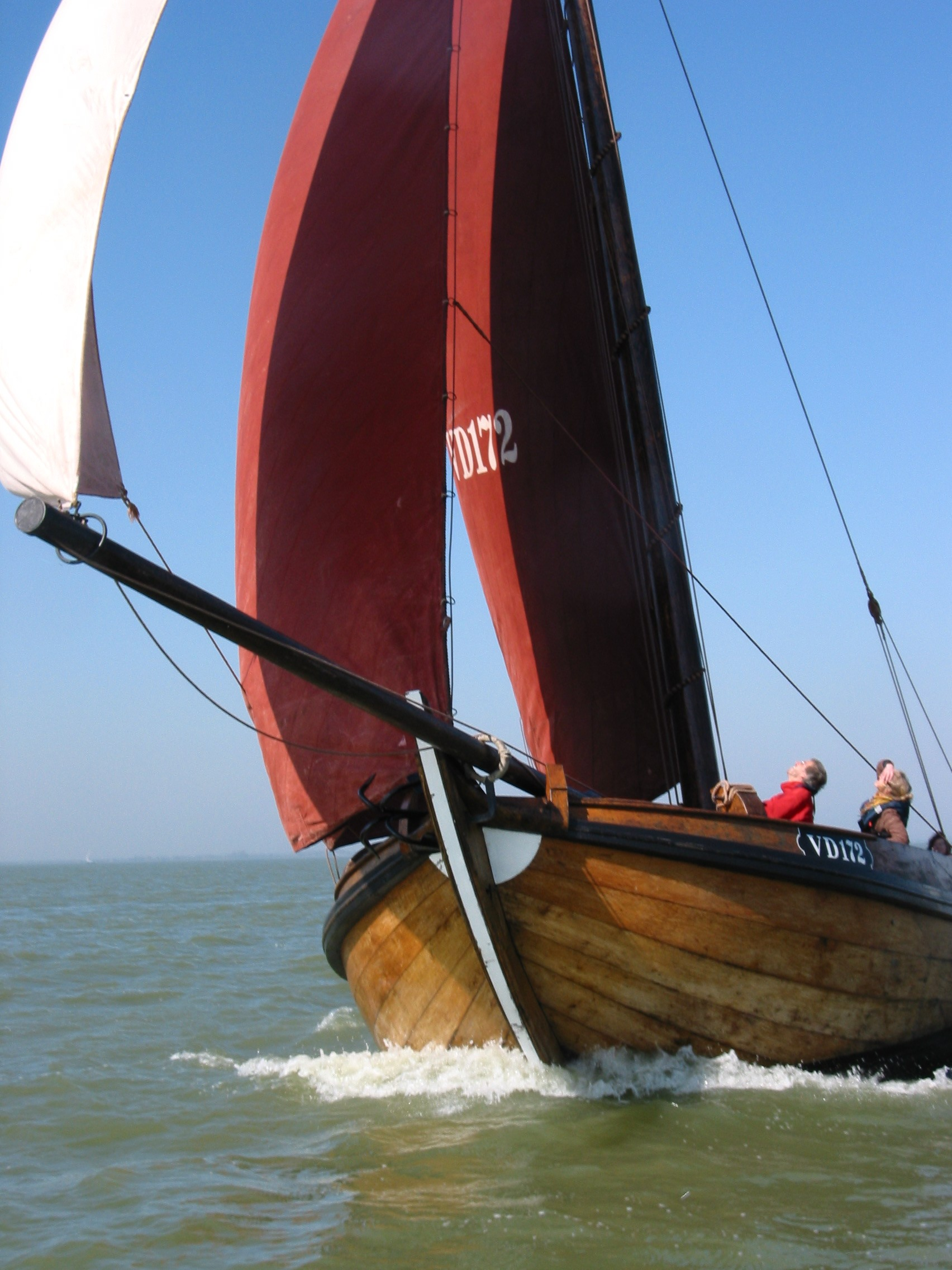
Een Volendammer kwak

Een Volendammer kwak is een houten platbodem, sterk gelijkend op de meer bekende Zuiderzeebotters, maar een slagje groter en op een aantal punten constructief afwijkend. Toen het IJsselmeer nog Zuiderzee was werd de kwak door de Volendammers gebruikt voor de kwakkuil-visserij op garnalen. Vandaar dat ze in het Volendams dialect ook vaak een garnkwak werd genoemd. Er werd voordewind zeilend een trechtervormig net voortgesleept. De netopening werd omwijd gehouden door vislijnen, die liepen vanuit de uiteinden van twee zijwaarts uitstaande kwakkebomen.
De Volendammers visten met de kwak ook op haring, ansjovis en bot. In de 19e eeuw werd met kwakken 's winters op de Noordzee gevist, met name boven de Waddeneilanden. Na een storm in maart 1896, waarbij 7 vissers verdronken, is deze praktijk geëindigd. In de hoogtijdagen rond 1910 telde de Volendammer vloot ca. 300 kwakken.
Er zijn er nog 4 bewaard gebleven: de VD172, de VD84, de VD5 en de VD17. Deze vier schepen zijn ondergebracht in een aantal stichtingen, gevestigd te Volendam. Ze worden onder andere ingezet bij botterwedstrijden, maritieme evenementen en dagtochten met passagiers. Verpreid over Nederland zijn ook nog enkele stalen kwakken bewaard gebleven, uit een kleine serie die destijds is gebouwd bij werf De Vooruit in Enkhuizen.